# Las Vigas, Ometepec
Las Vigas är en ort i Mexiko.   Den ligger i kommunen Ometepec och delstaten Guerrero, i den sydöstra delen av landet, 300 km söder om huvudstaden Mexico City. Las Vigas ligger 284 meter över havet och antalet invånare är 735.
Terrängen runt Las Vigas är huvudsakligen kuperad, men åt sydväst är den platt. Runt Las Vigas är det ganska glesbefolkat, med 48 invånare per kvadratkilometer. Närmaste större samhälle är Ometepec, 5,3 km öster om Las Vigas. Omgivningarna runt Las Vigas är en mosaik av jordbruksmark och naturlig växtlighet.